# Liderzy brytyjskiej Partii Konserwatywnej
Liderzy brytyjskiej Partii Konserwatywnej – lista liderów Partii Konserwatywnej w Wielkiej Brytanii.

## Liderzy w Izbie Lordów
- 1834–1846: Arthur Wellesley, 1. książę Wellington
- 1846–1868: Edward Stanley, 14. hrabia Derby
- 1868–1869: James Harris, 3. hrabia Malmesbury
- 1869–1870: Hugh Cairns, 1. baron Cairns
- 1870–1876: Charles Gordon-Lennox, 6. książę Richmond
- 1876–1881: Benjamin Disraeli, 1. hrabia Beaconsfield
- 1881–1902: Robert Gascoyne-Cecil, 3. markiz Salisbury
- 1902–1903: Spencer Cavendish, 8. książę Devonshire
- 1903–1916: Henry Petty-Fitzmaurice, 5. markiz Lansdowne
- 1916–1925: George Curzon, 1. markiz Curzon
- 1925–1931: James Gascoyne-Cecil, 4. markiz Salisbury
- 1931–1935: Douglas Hogg, 1. wicehrabia Hailsham
- 1935–1935: Charles Vane-Tempest-Stewart, 7. markiz Londonderry
- 1935–1938: Edward Wood, 3. wicehrabia Halifaksu
- 1938–1940: James Stanhope, 7. hrabia Stanhope
- 1940–1940: Thomas Inskip, 1. wicehrabia Caldecote
- 1940–1940: Edward Wood, 3. wicehrabia Halifaksu
- 1940–1941: George Lloyd, 1. baron Lloyd
- 1941–1942: Walter Guinness, 1. baron Moyne
- 1942–1957: Robert Gascoyne-Cecil, 5. markiz Salisbury
- 1957–1960: Alexander Douglas-Home, 14. hrabia Home
- 1960–1963: Quintin Hogg, 2. wicehrabia Hailsham
- 1963–1970: Peter Carington, 6. baron Carrington
- 1970–1973: George Jellicoe, 2. hrabia Jellicoe
- 1973–1974: David Hennessy, 3. baron Windlesham
- 1974–1979: Peter Carington, 6. baron Carrington
- 1979–1981: Christopher Soames, baron Soames
- 1981–1983: Janet Young, baronessa Young
- 1983–1988: William Whitelaw, 1. wicehrabia Whitelaw
- 1988–1990: John Ganzoni, 2. baron Belstead
- 1990–1992: David Waddington, baron Waddington
- 1992–1994: John Wakeham, baron Wakeham
- 1994–1998: Robert Gascoyne-Cecil, wicehrabia Cranborne
- 1998–2013: Thomas Galbraith, 2. baron Strathclyde
- 2013–2014: Jonathan Hill, baron Hill of Oareford
- 2014–2016: Tina Stowell, baronessa Stowell of Beeston
- 2016–2022: Natalie Evans, baronessa Evans of Bowes Park
- od 2022: Nicholas True, baron True of East Sheen

## Liderzy w Izbie Gmin
- 1834–1846: Robert Pell, 2. baronet
- 1846–1847: George Bentinck(inne języki)
- 1848: Charles Manners, markiz Granby(inne języki)
- 1849–1852: Benjamin Disraeli, Charles Manners, markiz Granby(inne języki) i John Herries
- 1852–1876: Benjamin Disraeli
- 1876–1885: Stafford Northcote
- 1885–1886: Michael Hicks-Beach
- 1886–1887: lord Randolph Churchill
- 1887–1891: William Henry Smith
- 1891–1911: Arthur Balfour
- 1911–1921: Andrew Bonar Law
- 1921–1922: Austen Chamberlain

## Liderzy Partii Konserwatywnej[1][2]
- 23.10.1922 – 28.05.1923: Andrew Bonar Law
- 28.05.1923 – 31.05.1937: Stanley Baldwin
- 31.05.1937 –  9.10.1940: Neville Chamberlain
- 9.10.1940 – 21.04.1955: Winston Churchill
- 21.04.1955 – 22.01.1957: Anthony Eden
- 22.01.1957 – 11.11.1963: Harold Macmillan
- 11.11.1963 – 27.07.1965: Alec Douglas-Home
- 27.07.1965 – 11.02.1975: Edward Heath
- 11.02.1975 – 27.11.1990: Margaret Thatcher
- 27.11.1990 – 19.06.1997: John Major
- 19.06.1997 – 13.09.2001: William Hague
- 13.09.2001 –  6.11.2003: Iain Duncan Smith
- 6.11.2003 – 6.12.2005: Michael Howard
- 6.12.2005 – 11.07.2016: David Cameron
- 11.07.2016 – 23.07.2019: Theresa May[3]
- 23.07.2019 – 5.09.2022: Boris Johnson[3]
- 5.09 – 24.10.2022: Liz Truss
- 24.10.2022 – 2.11.2024: Rishi Sunak
- od 2.11.2024: Kemi Badenoch